# Université Paris-Dauphine Tunis
Pour les articles homonymes, voir Dauphine.
L'université Paris-Dauphine Tunis, officiellement appelée Université Paris Dauphine-PSL, campus de Tunis, est une institution universitaire privée d'enseignement et de recherche basée à Tunis en Tunisie. C'est le premier campus international de l'université Paris-Dauphine lors de sa création.

## Histoire
Ouverte le 5 octobre 2009, elle offre originellement deux licences, en gestion et économie appliquée d'une part et en mathématiques et informatique appliquée à l'économie et à l'entreprise d'autre part.
En 2011, elle accueille quelque 80 étudiants, dont plus de la moitié sont issus des lycées français Pierre-Mendès-France et Gustave-Flaubert, qui s'acquittent de 6 500 dinars par an.
À la rentrée 2014, un master en actuariat est lancé, suivi par deux masters en big data et management du système d'information en 2016 et un autre en finance islamique en 2018. Des masters intégrés en audit et conseil, alliant formation et expérience professionnelle dans des cabinets en Tunisie, viennent compléter cette offre.

## Statut
L'établissement est une filiale de l'université Paris-Dauphine qui possède 33 % du capital de la société anonyme aux côtés de la Banque de Tunisie et de la Banque internationale arabe de Tunisie.
En tant que filiale, elle présente les mêmes sujets d'examens à ses étudiants et des professeurs de Paris assurent, en 2011, plus de la moitié des cours.

## Direction
Lors de son ouverture, elle est dirigée par Ridha Ferchiou avec Elyès Jouini comme vice-président.
Le 31 mars 2014, Amina Bouzguenda Zeghal (lauréate 2019 du grand prix du rayonnement français francophone) est nommée au poste de directrice générale.